# 유삼나무속
유삼나무속(油杉--屬, 학명: Keteleeria 케텔레리아[*])은 소나무과의 속이다. 상록 교목 3종이 중국과 동남아시아에 분포한다.

## 이름
속명 "케텔레리아(Keteleeria)"는 프랑스인 식물 수집가 장 바티스트 케텔레르(Jean Baptiste Keteleer)의 이름을 따 지어졌다.

## 하위 분류
- 유삼나무(K. fortunei (A.Murray) Carrière)
- K. davidiana (C.E.Bertrand) Beissn.
  - K. d. var. formosana (Hayata) Hayata
- K. evelyniana Mast.